# Masio
Masio (piemontiul: Mas) település Olaszországban, Piemont régióban, Alessandria megyében. Lakosainak száma 1237 fő (2023. január 1.).